# Люксембург на летних Олимпийских играх 2008
Люксембург принимал участие в Летних Олимпийских играх 2008 года в Пекине (Китай) в двадцать второй раз за свою историю, но не завоевал ни одной медали. Сборная страны состояла из 13 спортсменов (9 мужчин, 4 женщины).

## Состав и результаты

### Велоспорт

#### Шоссейный велоспорт
Мужчины
| Спортсмен  | Соревнование                              | Результат | Место |
| ---------- | ----------------------------------------- | --------- | ----- |
| Ким Кирхен | групповая шоссейная гонка                 | 6:26:40   | 45    |
| Ким Кирхен | индивидуальная гонка с раздельным стартом | 1:06:29   | 23    |
| Анди Шлек  | групповая шоссейная гонка                 | 6:23:49   | 4     |
| Фрэнк Шлек | групповая шоссейная гонка                 | 6:26:27   | 42    |

### Гимнастика

#### Художественная гимнастика
Мужчины
| Спортсмен    | Соревнование      | Предварительный раунд | Предварительный раунд | Предварительный раунд | Предварительный раунд | Предварительный раунд | Предварительный раунд | Предварительный раунд | Предварительный раунд | Финал                 | Финал                 | Финал                 | Финал                 | Финал                 | Финал                 | Финал     | Финал     |
| Спортсмен    | Соревнование      | Гимнастический снаряд | Гимнастический снаряд | Гимнастический снаряд | Гимнастический снаряд | Гимнастический снаряд | Гимнастический снаряд | Результат             | Место                 | Гимнастический снаряд | Гимнастический снаряд | Гимнастический снаряд | Гимнастический снаряд | Гимнастический снаряд | Гимнастический снаряд | Результат | Место     |
| Спортсмен    | Соревнование      | F                     | PH                    | R                     | V                     | PB                    | HB                    | Результат             | Место                 | F                     | PH                    | R                     | V                     | PB                    | HB                    | Результат | Место     |
| ------------ | ----------------- | --------------------- | --------------------- | --------------------- | --------------------- | --------------------- | --------------------- | --------------------- | --------------------- | --------------------- | --------------------- | --------------------- | --------------------- | --------------------- | --------------------- | --------- | --------- |
| Саша Пальген | личное многоборье | 15.200                | 13.000                | 14.325                | 15.725                | 14.225                | 13.600                | 86.075                | 37                    | Не прошёл             | Не прошёл             | Не прошёл             | Не прошёл             | Не прошёл             | Не прошёл             | Не прошёл | Не прошёл |

### Дзюдо
Женщины
| Спортсмен   | Категория | 1/32                           | 1/16               | Четвертьфинал      | Полуфинал          | 1 утешительный раунд              | 2 утешительный раунд                    | 3 утешительный раунд | Финал/BM           | Финал/BM  |
| Спортсмен   | Категория | Соперник Результат             | Соперник Результат | Соперник Результат | Соперник Результат | Соперник Результат                | Соперник Результат                      | Соперник Результат   | Соперник Результат | Место     |
| ----------- | --------- | ------------------------------ | ------------------ | ------------------ | ------------------ | --------------------------------- | --------------------------------------- | -------------------- | ------------------ | --------- |
| Мари Мюллер | до 52 кг  | Сорая Хаддад Алжир L 0000-0211 | Не прошёл          | Не прошёл          | Не прошёл          | Ортанс Дьедью Сенегал W 1001-0001 | Ким Кён Ок Республика Корея L 0001-0010 | Не прошёл            | Не прошёл          | Не прошёл |

### Парусный спорт
Мужчины
| Спортсмен | Класс | Гонка | Гонка | Гонка | Гонка | Гонка | Гонка | Гонка | Гонка | Гонка | Гонка | Гонка | Очки | Результат |
| Спортсмен | Класс | 1     | 2     | 3     | 4     | 5     | 6     | 7     | 8     | 9     | 10    | M*    | Очки | Результат |
| --------- | ----- | ----- | ----- | ----- | ----- | ----- | ----- | ----- | ----- | ----- | ----- | ----- | ---- | --------- |
| Марк Шмит | Лазер | 30    | 39    | 25    | 35    | 30    | 35    | 41    | 40    | 33    | CAN   | EL    | 227  | 42        |

M = Медальный заплыв.
CAN = Вышел — гонка отменена.
EL = Выбыл — не вышел в медальную гонку.

### Плавание
Мужчины
| Спортсмен          | Соревнование         | Предварительный раунд | Предварительный раунд | Полуфинал | Полуфинал | Финал     | Финал     |
| Спортсмен          | Соревнование         | Результат             | Место                 | Результат | Место     | Результат | Место     |
| ------------------ | -------------------- | --------------------- | --------------------- | --------- | --------- | --------- | --------- |
| Лоран Карноль      | 200 м брассом        | 2:15.87               | 40                    | Не прошёл | Не прошёл | Не прошёл | Не прошёл |
| Алвин де Принс     | 100 м брассом        | 1:03.64               | 51                    | Не прошёл | Не прошёл | Не прошёл | Не прошёл |
| Рафаэль Стаккиотти | 200 м вольным стилем | 1:42.01               | 49                    | Не прошёл | Не прошёл | Не прошёл | Не прошёл |

Женщины
| Спортсмен        | Соревнование         | Предварительный раунд | Предварительный раунд | Полуфинал | Полуфинал | Финал     | Финал     |
| Спортсмен        | Соревнование         | Результат             | Место                 | Результат | Место     | Результат | Место     |
| ---------------- | -------------------- | --------------------- | --------------------- | --------- | --------- | --------- | --------- |
| Кристина Майлиет | 200 м вольным стилем | 2:02.91               | 39                    | Не прошла | Не прошла | Не прошла | Не прошла |

### Настольный теннис
Женщины
| Спортсмен | Соревнование     | Предварительный раунд | 1 раунд            | 2 раунд                  | 3 раунд                  | 4 раунд            | Четвертьфинал      | Полуфинал          | Финал/BM           | Финал/BM  |
| Спортсмен | Соревнование     | Соперник Результат    | Соперник Результат | Соперник Результат       | Соперник Результат       | Соперник Результат | Соперник Результат | Соперник Результат | Соперник Результат | Место     |
| --------- | ---------------- | --------------------- | ------------------ | ------------------------ | ------------------------ | ------------------ | ------------------ | ------------------ | ------------------ | --------- |
| Ни Сялянь | одиночный разряд | BYE                   | BYE                | Хуан И-хуа Тайвань W 4-1 | Ли Цзяо Нидерланды L 1-4 | Не прошла          | Не прошла          | Не прошла          | Не прошла          | Не прошла |

BYE = Спортсмен не обязан участвовать в раунде.

### Триатлон
Мужчины
| Спортсмен   | Соревнование | Плавание (1.5 км) | Переход 1 | Велосипед (40 км) | Переход 2 | Бег (10 км) | Результат  | Место |
| ----------- | ------------ | ----------------- | --------- | ----------------- | --------- | ----------- | ---------- | ----- |
| Дирк Бокель | мужчины      | 18:26             | 0:27      | 57:52             | 0:27      | 34:19       | 1:51:31.01 | 25    |

Женщины
| Спортсмен    | Соревнование | Плавание (1.5 км) | Переход 1 | Велосипед (40 км) | Переход 2 | Бег (10 км) | Результат  | Место |
| ------------ | ------------ | ----------------- | --------- | ----------------- | --------- | ----------- | ---------- | ----- |
| Элизабет Мэй | женщины      | 20:26             | 0:30      | 1:05:56           | 0:33      | 40:30       | 2:07:55.58 | 41    |